# Locomotiva Union Pacific 4014
A locomotiva Union Pacific 4014 é uma locomotiva a vapor do tipo 4-8-8-4, também conhecida como “Big Boy”, pertencente a uma série de 25 unidades entregues a partir de 1941 pela ALCO exclusivamente à Union Pacific Railroad para operar basicamente no trecho entre Cheyenne, Wyoming e Ogden, Utah. Considerada a maior locomotiva a vapor já construída, a 4014 operou até 1961, quando foi aposentada.
Até 2013, ela encontrava-se em exibição estática em um museu ferroviário de Pomona, Califórnia, quando foi recomprada pela União Pacific para o início de um grande projeto de restauração. Após quase cinco anos de trabalhos, a 4014 finalmente deixou as oficinas da UP em Cheyenne, voltando aos trilhos no início do mês de maio de 2019, a tempo de participar das comemorações pelos 150 anos da conclusão da primeira ferrovia transcontinental da América, em um evento na estação de Ogden, reencenando – juntamente com a também restaurada 844 – o encontro das equipes de construção vindo do leste e do oeste, conhecido como o “Cravo de Ouro”, realizado na localidade de “Promontory”, em 10 de maio de 1869.